# Петър Крушев
Петър Георгиев Крушев е български офицер, генерал-майор от артилерията, участник в Балканската (1912 – 1913), Междусъюзническата (1913), Първата (1915 – 1918) и Втората световна война (1941 – 1945).

## Биография
Петър Крушев е роден на 2 май 1891 г. в Самоков. На 2 август 1912 г. завършва Военното на Негово Величество училище, произведен в чин подпоручик и взема участие в Балканската (1912 – 1913) и Междусъюзническата война (1913). Служи в 7-и артилерийски полк. На 2 август 1914 г. е произведен в чин поручик.
По време на Първата световна война (1915 – 1918) поручик Крушев командва батарея от 17-и артилерийски полк. На 20 юли 1917 г. е произведен в чин капитан. Съгласно заповед № 679 по Действащата армия от 1917 г. „за бойни отличия и заслуги във войната“ е награден с Военен орден „За храброст“ IV степен 1 клас. Със заповед №355 от 1921 г. по Министерството на войната е награден с Царски орден „Св. Александър“ IV степен с мечове в средата.
На 27 ноември 1923 г. е произведен в чин майор. Служи в 7-о артилерийско отделение. На 5 декември 1917 г. е произведен в чин подполковник и същата година е назначен за начални на секция от Артилерийската инспекция. През 1929 г. е назначен на служба в 4-ти армейски артилерийски полк, а по-късно същата година е прехвърлен като началник на бреговата артилерия на Варненския укрепен пункт. На 18 юли 1934 г. е произведен в чин полковник, а същата година е назначен за интендант на Държавната военна фабрика.
През 1935 г. полковник Крушев е назначен за командир на 3-ти армейски артилерийски полк. През 1936 г. е уволнен от служба. Отново е на служба през Втората световна война (1941 – 1945), като на 1 декември 1944 г. е произведен в чин генерал-майор и отново уволнен от служба.

## Военни звания
- Подпоручик (2 август 1912)
- Поручик (2 август 1914)
- Капитан (20 юли 1917)
- Майор (27 ноември 1923)
- Подполковник (5 декември 1927)
- Полковник (18 юли 1934)
- Генерал-майор (1 декември 1944)

## Образование
- Военно на Негово Княжеско Височество училище (до 1912)

## Награди
- Военен орден „За храброст“ IV степен 1 клас (1917)
- Царски орден „Св. Александър“ IV степен с мечове в средата (1921)